# زفياد إنديلادزه
زفياد إنديلادزه (Zviad Endeladze) هو لاعب كرة قدم جورجي سابق لعب لنادي مارغفتي الجورجي. في الموسم 1995-1996 سجّل 40 هدفا، مما أدى إلى فوزه بالحذاء الذهبي الأوربي. اعتزل في عام 2006.